# Цензорин (писател)
Вижте пояснителната страница за други личности с името Цензорин.
Цензорин (на латински: Censorinus) e римски граматик и писател от 3 век.
Автор е на загубената De Accentibus и на още запазената „За рождения ден“ (De Die Natali), написана през 238 г. като подарък за рождения ден на покровителя му Квинт Церелий. Първото му произведение разработва човешкия живот и натурата на човека, влиянието на гените, музиката, религиозните обреди, астрономията и учението на гръцките философи. Като главни източници използва Варон и Светоний.
Преводи на английски:
- De Die Natali (първите 11 глави са пропуснати), от William Maude (New York, 1900)
- De Die Natali, от Holt N. Parker: Censorinus. The Birthday Book, Chicago 2007. ISBN 0-226-09974-1